# Lac des Français
Le lac des Français est un plan d'eau situé à cheval sur les municipalités de Saint-Alphonse-Rodriguez et de Sainte-Marcelline-de-Kildare, situées dans la région administrative de Lanaudière, au Québec, au Canada.

## Géographie
Alimenter par le ruisseau Champlain, le ruisseau St-Alphonse, le ruisseau Lachapelle et le ruisseau Carbonneau, il se déverse dans la Rivière Blanche. Lors de sa colonisation, à la fin du XIXe siècle, un barrage fut érigé au Sud lui donnant sa forme actuelle.
Voir la Carte

## Toponymie
Ce nom réfère à la première vague de colons canadiens-français qui ont succédé aux pionniers irlandais. On appelait l'endroit « The French Lake » en parlant de ces gens montés de Saint-Jacques en 1837 pour exploiter un moulin à scie et à farine.